# Buda (Tscherkassy)
Buda (ukrainisch und russisch Буда) ist eine Ansiedlung in der ukrainischen Oblast Tscherkassy mit etwa 40 Einwohnern (2001).

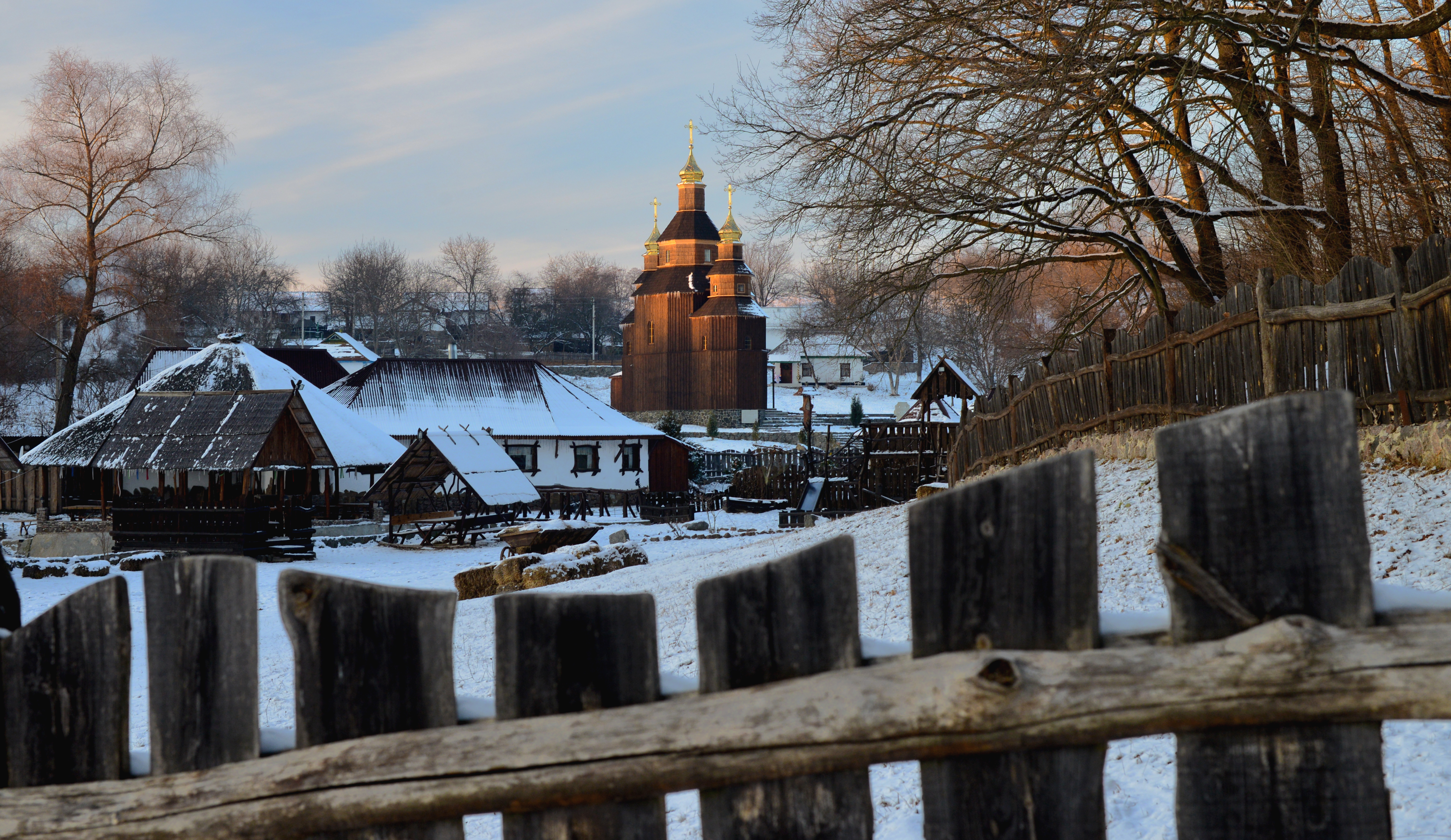
Blick von der Maksym-Salisnjak-Eiche auf die Petro Kalnyschewskyj-Kirche in Buda

In der Ortschaft findet sich, neben der ukrainisch-orthodoxen Kirche des gerechten Petro Kalnyschewskyj (ukrainisch Храм святого праведного Петра Багатостраждального (Холодний Яр)) und dem ethnografischen Museum und Komplex Dykyj chutir (Дикий хутір) auch die „Maksym-Salisnjak-Eiche“, eine Naturerbestätte der Ukraine.

## Geografische Lage
Die Siedlung liegt auf einer Höhe von 185 m im unter anderem durch die Werke von Taras Schewtschenko und Jurij Horlis-Horskyj bekannten Wald Cholodnyj Jar (Холодний Яр, zu deutsch Kalte Schlucht).
Buda befindet sich etwa 10 km südwestlich vom Gemeindezentrum Melnyky, 35 km westlich vom ehemaligen Rajonzentrum Tschyhyryn und 50 km südlich vom Oblastzentrum Tscherkassy.
Westlich vom Dorf verläuft die Territorialstraße T–24–02.
Am 12. Juni 2020 wurde das Dorf ein Teil der Landgemeinde Medwediwka, bis dahin war es Teil der Landratsgemeinde Melnyky (Мельниківська сільська рада/Melnykiwska silska rada) im Westen des Rajons Tschyhyryn.
Am 17. Juli 2020 kam es im Zuge einer großen Rajonsreform zum Anschluss des Rajonsgebietes an den Rajon Tscherkassy.